# Antonio Onetti
Antonio Onetti (Sevilla, 29 de abril de 1962) es un guionista de cine y televisión, dramaturgo, director de escena y profesor de dramaturgia español. Desde el 30 de abril de 2020 está al frente de la SGAE siendo el presidente número 44 de la historia de la institución. Había presidido ya la entidad de 2012 a 2014. Fue creador en 2005 de Amar en tiempos revueltos, serie para TVE, y guionista en 2016 de La catedral del mar y de Amar es para siempre, ambas en Antena 3. 

## Trayectoria
Dramaturgo, guionista de cine y televisión, director de escena y profesor de dramaturgia y escritura dramática. 
En 1982 empezó su trayectoria como actor en jóvenes compañías independientes como el Teatro de la Jácara de Sevilla. Dos años después se trasladó a Madrid para iniciar su licenciatura en Arte Dramático en la Real Escuela Superior de Arte Dramático.
En 1985 su primera obra de teatro Los peligros de la Jungla de musical rock fue  premiada por el Ministerio de Cultura y llevada a escena. Desde entonces ha estrenado con compañías profesionales La Puñalá, La chica de Cristal, Malfario, Líbrame,señor de mis cadenas, Marcado por el Típex, La diva al dente, La rumba del maletín, Salvia, El son que nos tocan, Madre Caballo y Almasul, leyenda de Al Andalus (algunas de ellas Inglaterra, Francia, Rumanía, Venezuela, Colombia y Marruecos). Además de las obras citadas, ha publicado Almasul y la flauta de plata, y un texto de teoría teatral, Conversaciones con dramaturgos con Boadella, Sinisterra y Solano. En 1988 fundó su propia compañía, Almasul Producciones Teatrales.
Actualmente, es docente de la Escuela de guion Pacífico.
En 2012 accedió a la junta directiva de la SGAE y presidió la organización hasta 2014. Posteriormente, regresó a la junta directiva en el año 2018.
El 30 de abril de 2020, fue elegido presidente de la Sociedad General de Autores y Editores (SGAE) por la Junta Directiva sustituyendo a Fermín Cabal que ocupó de manera interina después de que Pilar Jurado fuera destituida el 15 de abril.  En la votación contó con 21 votos a favor, 8 abstenciones y 6 votos en contra.

## Cine y televisión
- 2016. La catedral del mar. (Guionista de dos de los seis episodios) Miniserie para Antena 3 basada en la novela homónima de Ildefonso Falcones. Diagonal TV.

- 2013/2015. Amar es para siempre. (Cocreador de la idea original y de los argumentos de la primera temporada. Dialoguista de la segunda y la tercera temporada) Secuela de Amar en tiempos revueltos para Antena 3. Diagonal TV. En emisión de la tercera temporada.

- 2015. Cuéntame cómo pasó. (Guionista de dos episodios de la decimosexta temporada) Serie para TVE. Grupo Ganga.

- 2005/2012. Amar en tiempos revueltos. (Cocreador de la idea original, así como de los argumentos de la primera, tercera, quinta y séptima temporadas con Rodolf Sirera y Josep María Benet y Jornet. Escaletista y/o dialoguista de la primera, segunda, tercera, quinta y sexta temporadas) Telenovela para TVE. Diagonal TV. Nominada en 2008 a los Premios de la Academia de Televisión en los apartados de Mejor Programa de Ficción, Mejor Guion de serie de ficción y Mejor Maquillaje y Peluquería. Premios Ondas y Fotogramas de Plata a mejor serie de televisión 2008. Premio TP de Oro a la mejor serie de televisión diaria 2009.

- 2008.	La reina sin espejo y Un asunto conyugal. (Coordinador de guion y director) Telefilme para TVE. Mundoficción.

- 2008.	Coslada cero. (Coordinador de guion) Miniserie de 2 capítulos para TVE. MundoFicción.

- 2008. 20- N: Los últimos días de Franco. (Coguionista con Lorenzo Silva) Telefilme para A3.  MundoFicción. Premio al mejor telefilme de la Academia de Televisión Española 2009.

- 2007. Lola, la película. (Guionista) Largometraje y Miniserie de televisión (A3). Prodigius y Ensueño.

- 2007. GAL. (Guionista) Largometraje cine. Dirección Miguel Courtois. MundoFicción.

- 2005. 11 M. Memoria de un atentado. (Guionista de ficción) Documental para televisión (2 x 60’). Dirección, Miguel Courtois. El Mundo Tv para la FORTA. 2005.

- 2004. Diario de una miss. (Guionista) Telefilme para la FORTA. MundoFicción.

- 2004. Diario de un skin. (Coguinista) Telefilme para Tele5. Filmanova.

- 2004. El Lobo. (Guionista) Largometraje cine. Dirección Miguel Courtois. Filmax, MundoFicción y Tele 5. Ganadora de 2 Premios Goya en 2005.

- 2002. La puñalá. (Guionista y director) Cortometraje cine. Barataria.

- 2002. Una pasión singular. (Coguionista) Largometraje cinematográfico. Imagen Line.

- 2002. Padre Coraje. (Guionista) Miniserie de tres caps. para A3. Tesamún. Ganado del Premio ATV al mejor actor para Juan Diego

- 1999/00. Calle Nueva. (Escaletista y dialoguista en la segunda temporada) Telenovela TVE. Zeppelin TV.

- 1996/99. El súper, historias de todos los días. (Dialoguista y escaletista de las cuatro temporadas) Telenovela para Tele5. Zeppelin TV.

- 1998/99. Plaza Alta. (Coordinador en los 65 primeros capítulos) Telenovela para Canal Sur. Linze TV.

- 1997. Marisma. (Guionista) Cortometraje cinematográfico. Letra M. Premio al Mejor Cortometraje Andaluz del Año 1998 en el Festival de San Roque.

- 1995/96. Juntas, pero no revueltas. (Guionista de 5 caps.) Telecomedia. TVE.

- 1994. Clips. Cortometraje cinematográfico. Proyecto Piamonte.

## Autor teatral
Como dramaturgo ha estrenado y publicado todas sus obras en España y algunas de ellas en otros países de Europa, América y África, traducidas al inglés, francés, portugués, árabe y rumano.
- 2010. Amar en Tiempos Revueltos (adaptación de la serie de TVE)

Adaptación y dirección. Producido por Pentación Espectáculos. Estreno el 17 de septiembre en el Teatro Principal de Zaragoza.
- 2005. Solas. (Adaptación teatral) Centro Andaluz de Teatro / Pentación.

- 2004. Rave Party. Centro Andaluz de Teatro. Estreno y edición.

- 2003. Romeo x Julieta. (Adaptación) Centro Andaluz de Teatro. Estreno y edición.

- 2002. La calle del Infierno. Cía. Valiente plan. Sevilla. Ed. La Avispa.

- 2000. Purasangre. ESAD Málaga. Ed. Fundamentos.

- 1999. Almasul, leyenda de al-Ándalus. Cía. Atalaya. Sevilla / Rabat. Ed. CAT.

- 1997. Madre Caballo. Centro Andaluz de Teatro. Ed. CAT.

- 1996. La rumba del maletín. Cía. Zascandil. Madrid. Ed. Padilla Libros.

- 1995. El son que nos tocan. Cía. RESAD. Madrid. Estreno y edición.

- 1994. Cuentos de Gabo. (Adaptación) ESAD Sevilla.

- 1993. Salvia. Cuarta Pared. Madrid. Ed. Revista Gestos (Ohio, USA).

- 1992. La diva al dente. Prod. Marginales. Madrid. Ed. Padilla Libros.

- 1992. La puñalá. Cía. Cul de Sac. Sevilla. Ed. CAT.

- 1991. Marcado por el Típex. Cía. Almasul. Madrid. Ed. CNNTE.

- 1989. "Líbrame, Señor, de mis cadenas". Cía. Almasul. Madrid. Ed. CAT.

- 1988. Malfario. Cía. Almasul. Madrid. Ed. Ayuntamiento Puerto Real.

- 1986. La chica de cristal. Talleres CNNTE. Madrid. Ed. AAT.

- 1985. Los peligros de la jungla. IES. Ramiro de Maeztu. Madrid. Ed. CNNTE.

Actualmente, La calle del Infierno se está representando en España, Portugal, Brasil y Venezuela por compañías de los distintos países.

## Otras publicaciones
- 1999.  Conversaciones con dramaturgos.  Ed. Ñaque.
- 2006. GAL, la historia que sacudió el país. La esfera de los Libros. (Coautor)

## Premios y reconocimientos
- 2005. Nominado a los Premios Max de Teatro por la adaptación de Solas.
- 2002. Premio Amaltea.
- 1996. Premio Sala Imperdible.
- 1993. Premio de Teatro Hermanos Machado.
- 1992. Royal Court Theater Playwrights Award.
- 1987. Accésit al Premio de Teatro Marqués de Bradomín.
- 1987. Premio de Teatro Puerto Real.
- 1985. Accésit al Premio de Teatro Marqués de Bradomín.

## Otras actividades profesionales
- 1993/97. Profesor de Dramaturgia y Literatura Dramática en la Escuela Superior de Arte Dramático de Sevilla.
- 2007/2008. Director del Taller de Dramaturgia Permanente de Escénica. Sevilla.
- 2014/ - . Secretario General de la Academia de las Artes Escénicas de España.

También colabora habitualmente con distintas universidades e instituciones impartiendo seminarios, talleres y conferencias sobre cine, teatro y televisión.